# Øvre Årdal
Øvre Årdal is een plaats in de Noorse gemeente Årdal in de provincie Vestland in Noorwegen. Het is gelegen aan het meer Årdalsvatnet. Van Øvre Årdal gaat de Tindevegen naar Turtagrø en sluit aan op de Sognefjellsweg naar Lom.
Øvre Årdal telt 3422 inwoners (2007) en heeft een oppervlakte van 2,13 km².

## Geboren
- Sivert Mannsverk (2002), voetballer